# No scrubs
No scrubs is de eerste hitsingle afkomstig van het derde TLC-album FanMail.
| Nummer | 29 | 24 | 27 | 27 | 12 | 7 | 4 | 4 | 3 | 4 | 5 | 6 | 14 | 16 | 23 | 28 | 34 | uit |